# Eric Go
Eric Go (* 12. Januar 1984 in Manila) ist ein US-amerikanischer Badmintonspieler chinesisch-philippinischer Herkunft. 

## Karriere
Eric Go gewann 2002 die Peru International. 2006 schaffte er es bei den US Open bis ins Viertelfinale. Bei den Panamerikanischen Spielen 2007 holte er Bronze. In der ersten Runde schied er dagegen bei den Badminton-Weltmeisterschaften 2005 und 2007 aus.

## Erfolge
| Saison | Veranstaltung        | Disziplin    | Platz | Name                            |
| ------ | -------------------- | ------------ | ----- | ------------------------------- |
| 2002   | Peru International   | Herrendoppel | 1     | Eric Go / Mike Chansawangpuvana |
| 2002   | Mexico International | Herreneinzel | 1     | Eric Go                         |
| 2006   | US Open              | Herreneinzel | 5     | Eric Go                         |
| 2007   | Panamerikaspiele     | Herreneinzel | 3     | Eric Go                         |